# 霍普金斯 (北卡羅萊納州)
霍普金斯（英語：Hopkins）是位於美國北卡羅萊納州韋克縣的非建制地區。

## 地理
霍普金斯所處的海拔為高於海平面105米（即344英呎），而該地所採用的時區為UTC-5，即北美东部时区（EST）。同時該地設有夏令時間，為UTC-5調快一小時，即UTC-4（EDT）。